# Beliș (gmina)
Băișoara – gmina w Rumunii, w okręgu Kluż. Obejmuje miejscowości Bălcești, Beliș, Dealu Botii, Giurcuța de Jos, Giurcuța de Sus, Poiana Horea i Smida. W 2011 roku liczyła 1211 mieszkańców.